# 深中冠
深圳中冠纺织印染股份有限公司 （股票简称：ST中冠A，深交所：000018）是中国一家从事制造业、纺织业的上市公司。公司总股本16914.236万股（2009年），总部位于深圳市龙岗区葵涌镇白石岗葵鹏路26号，法人代表为胡永峰。